# Фундата (Бузау)
Фундата (рум. Fundata) насеље је у Румунији у округу Бузау у општини Лопатари. Oпштина се налази на надморској висини од 792 m.

## Становништво
Према подацима из 2002. године у насељу је живело 195 становника, од којих су сви румунске националности.